# بلدرچین بوته‌ای کوچک

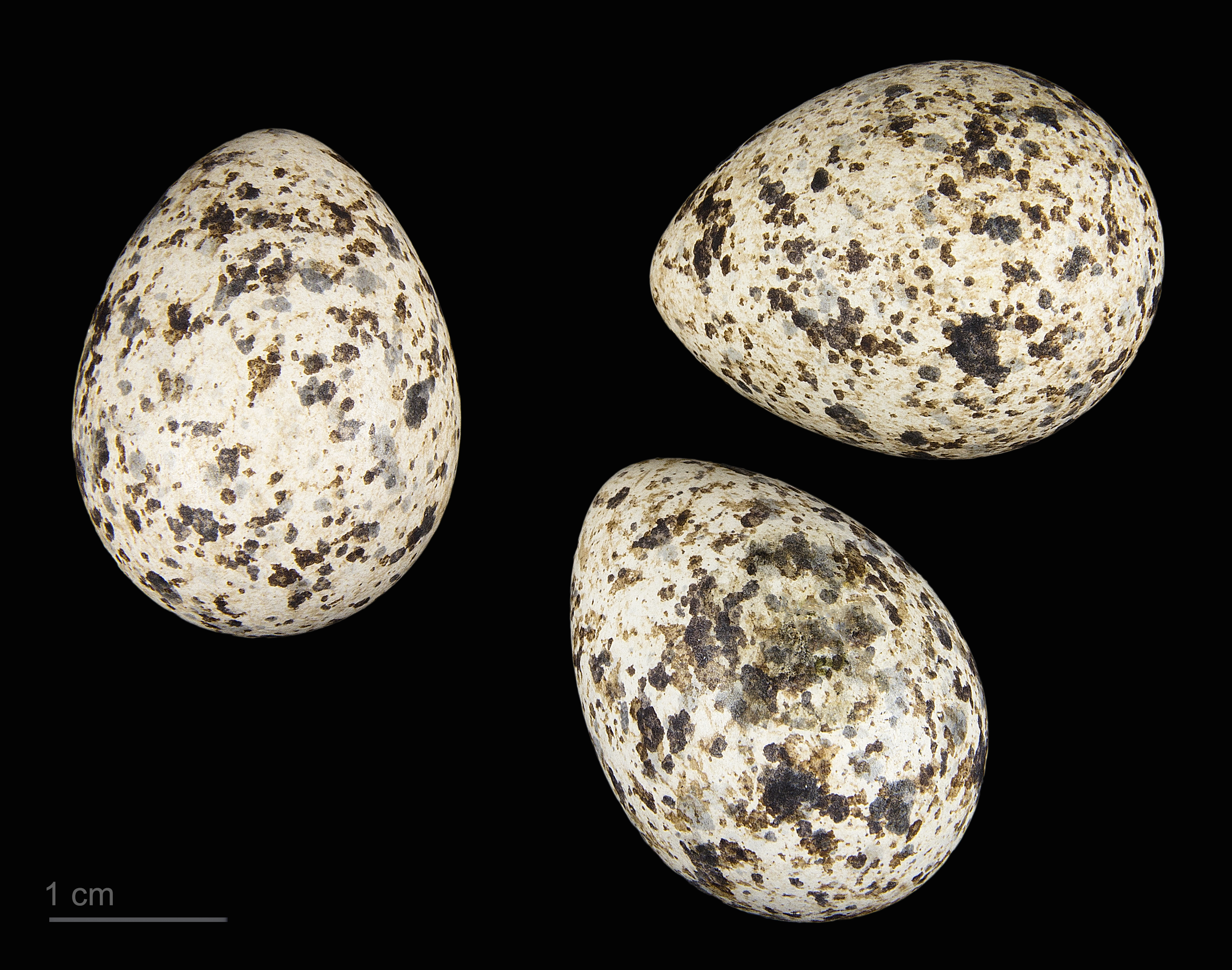
Turnix sylvaticus

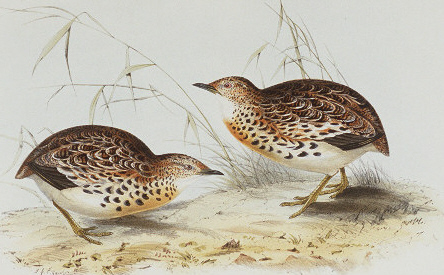
بلدرچین بوته‌ای معمولی نر و ماده، نقاشی از جان گولد

بلدرچین بوته‌ای کوچک (نام علمی: Turnix sylvaticus) گونه‌ای بلدرچین بوته‌ای کوچک بومی مناطق گرمسیری جنوب آسیا، جنوب اروپا و آفریقا از اندونزی تا جنوب اسپانیا است و در ایران هم به طور اتفاقی در منتهی‌الیه جنوب شرقی کشور دیده شده‌است.
بلدرچین‌های بوته‌ای با این که به بلدرچینها شباهت ظاهری دارند اما خویشاوند آنها نیستند و به راسته سلیم‌سانان تعلق دارند. این گونه هم به طور خاص شباهت زیادی به بلدرچین معمولی دارد. 
این پرنده استتار فوق‌العاده‌ای دارد و مشاهده آن بسیار دشوار است. بلدرچین بوته‌ای کوچک ۱۵ سانتیمتر طول دارد. این پرنده علاقه‌ای به پرواز ندارد و با گام‌های بلند حرکت می‌کند. زیستگاه آن در علفزارها و جنگل‌های تُنُک گرمسیری است و از حشرات و دانه‌ها تغذیه می‌کند. این گونه از جنگل‌های انبوه و تپه ماهورها پرهیز کرده و به مزارع ذرت و علفزارهای دشتی وسیع علاقه دارد.